# Ristomta

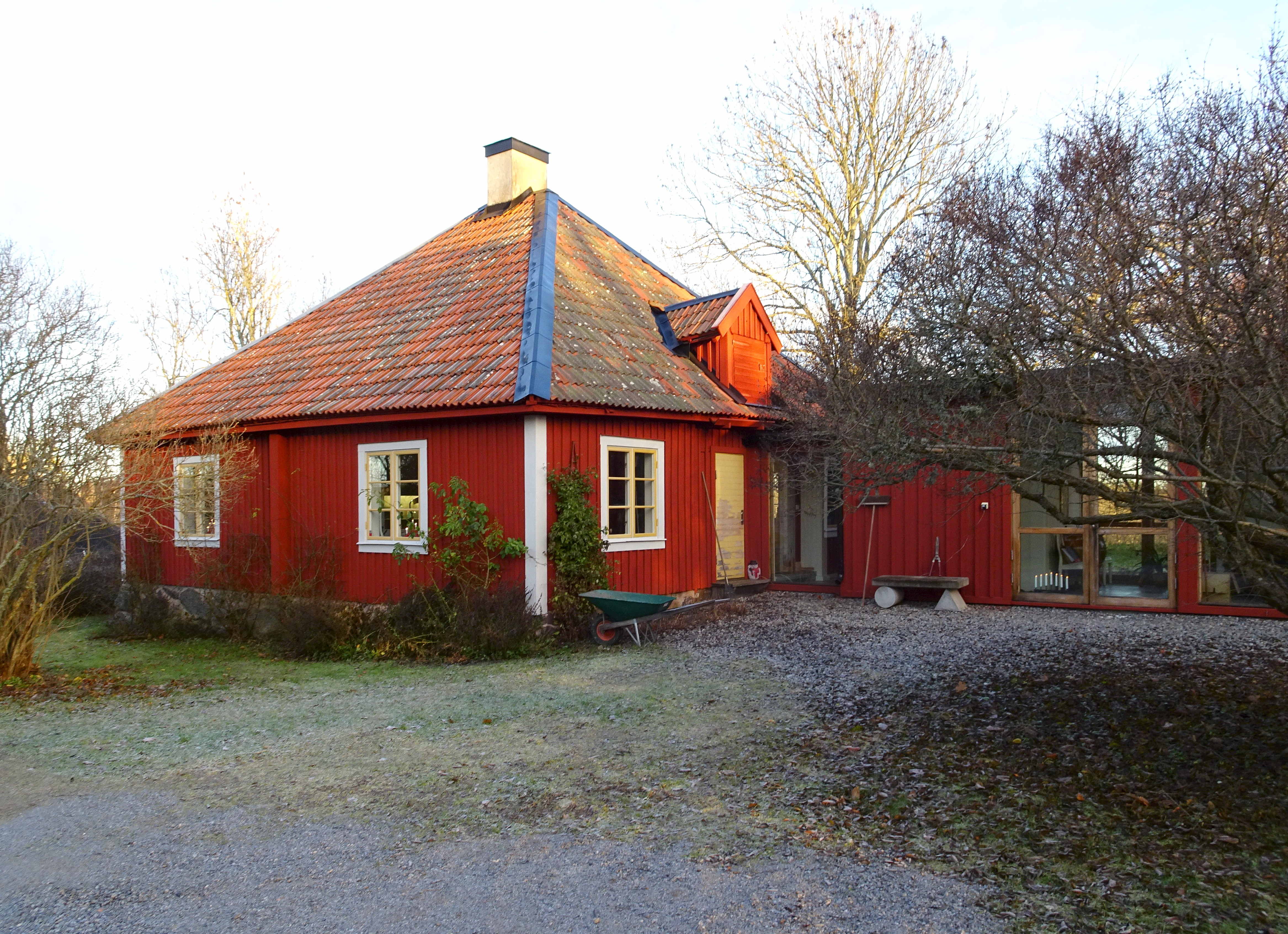
Ristomtas ursprungliga högra flygel, december 2017.

Ristomta gård är ett före detta säteri, belägen i Sorunda socken,  Nynäshamns kommun, Stockholms län. Ristomta låg i historisk tid under Fållnäs gård. Ristomta har tillhört släktena Bååt (1654), Horn (1686), Hildebrand (1772), Rosenquist af Åkershult (1825) och Anckarsvärd (1850).

## Historik

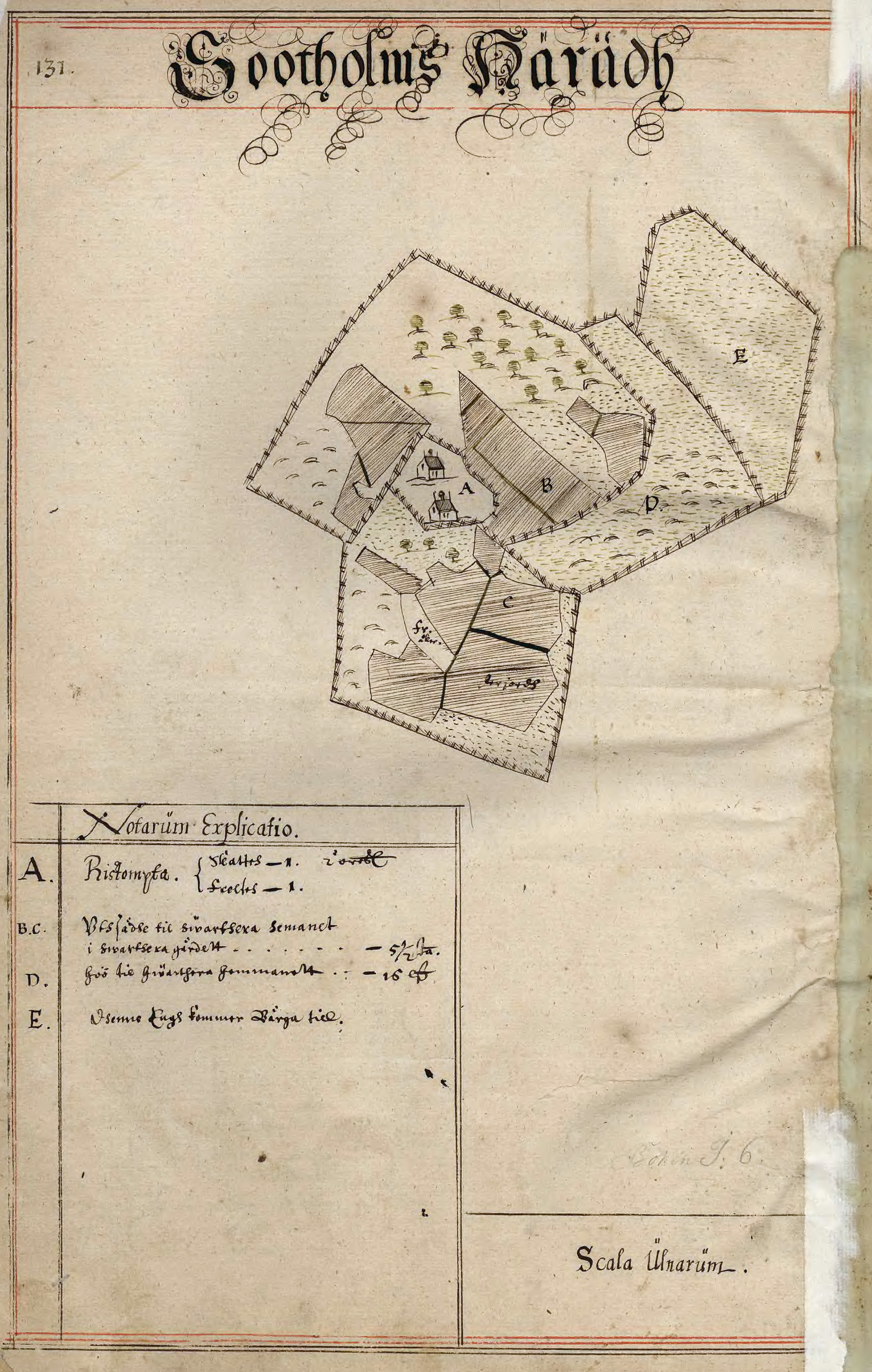
Ristomta gård, 1638.

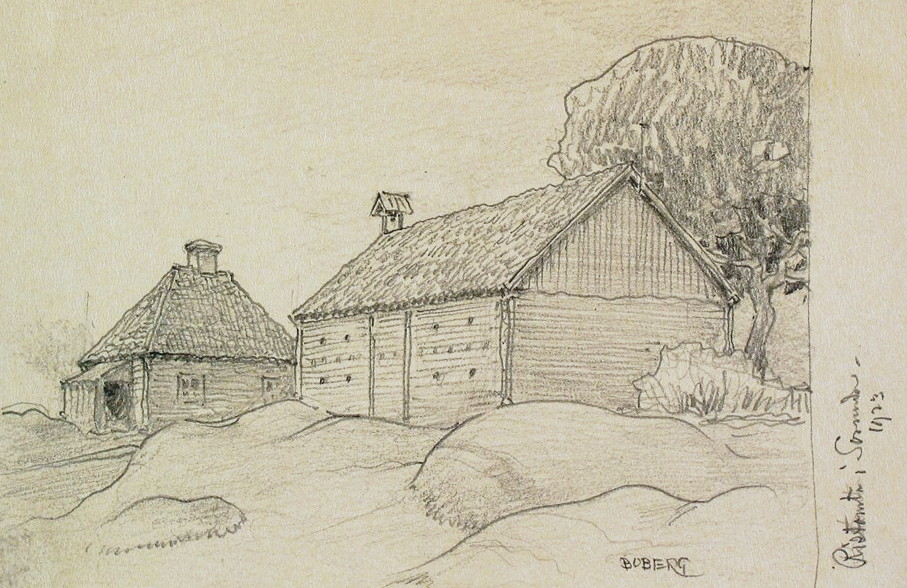
Bobergs teckning, 1923.

Kring gården finns fornlämningar i form av gravfält, gravhögar och stensättningar. Namnet Risatompta är känt i skrift sedan 1385 där en Ingemunder i Ristompta omnämns. Namnet  betyder ungefär "bosättningen i ungskogen". 
I jordeboken från 1540 nämns en Jöns Ingemundsson, okänt om han var bonde på det kronohemman på cirka 15 tunnland eller på det frälsehemman under Fållnäs gård som fanns i byn. På en karta från 1638 är gårdens ägor samlade kring bebyggelsen. Ett drygt sekel senare köpte Kerstin Bosdotter Bååt (1620–1657) kronogården och gjorde Ristomta till säteri, omtalat 1654. Hon var gift med friherren Henrik Henriksson Horn af Marienborg (1618–1693). Han omnämns på en karta från 1652 som ädhle och wälborne herr Hindrich Horn [ägare till] sätegårdh Rijståmpta. Då sträckte sig Ristomtas mark i en långsmal remsa ända ner till Fållnäsviken. Gården, som sades vara "tämligen" byggd, gick i arv till sonen Gustaf Horn (1661–1686) och efter hans död 1686 till dennes dotter, Christina Gustaviana (född 1681), gift med Carl Julius Lewenhaupt. 
Christina Lewenhaupt levde till 1744 (maken avled 1726) men torde knappast ha bebott gården, där man 1721 finner Johan och Erik Jansson med familjer mantalsskrivna. 1730 bodde en Daniel Böhm på Ristomta. Det rörde sig förmodligen om arrendebönder som brukade Ristomtas mark. Hur länge säterifriheten varade har inte utforskats. Ristomta omnämnes dock ännu 1864 som "2 mantal frälsesäteri" under Fållnäs och ingick i Fållnäs fideikommisset tills detta upplöstes 1930.

## Arkitektur
Huvudbyggnadernas arkitektur är den svenska tolkningen av barock, det vill säga det som brukar kallas den karolinska stilen. Mangården består av två, nästan identiska rödfärgade träbyggnader med kvadratiskt planmått under ett brant, pyramidliknande tak. De ursprungligen fristående husen är numera sammanbyggda med en lägre förbindelsebyggnad som uppfördes i modern tid. Mittemot står två timrade, rödfärgade magasinsbyggnader. Nordost om huvudbyggnaden märks stall och loge, uppställda kring en innergård i form av ett "U".

## Bobergs besök
Platsen besöktes 1923 av Anna och Ferdinand Boberg sedan han övergivet arkitektyrket. År 1916 gav de sig ut på en tioårig resa runtom i Sverige i egen bil. De for från Övertorneå i norr till Smygehuk i söder, från Gotland i öster till norska gränsen i väster. Resan skulle resultera i planschverket Svenska bilder från 1900-talets början med över tusen kolteckningar.

## Verksamhet
Gårdens verksamhet utgjordes till mitten av 1900-talet av traditionellt jord- och skogsbruk. Dagens verksamhet består huvudsakligen av uthyrning av lokaler för hantverk, lager och förvaring samt hästverksamhet.

## Bilder

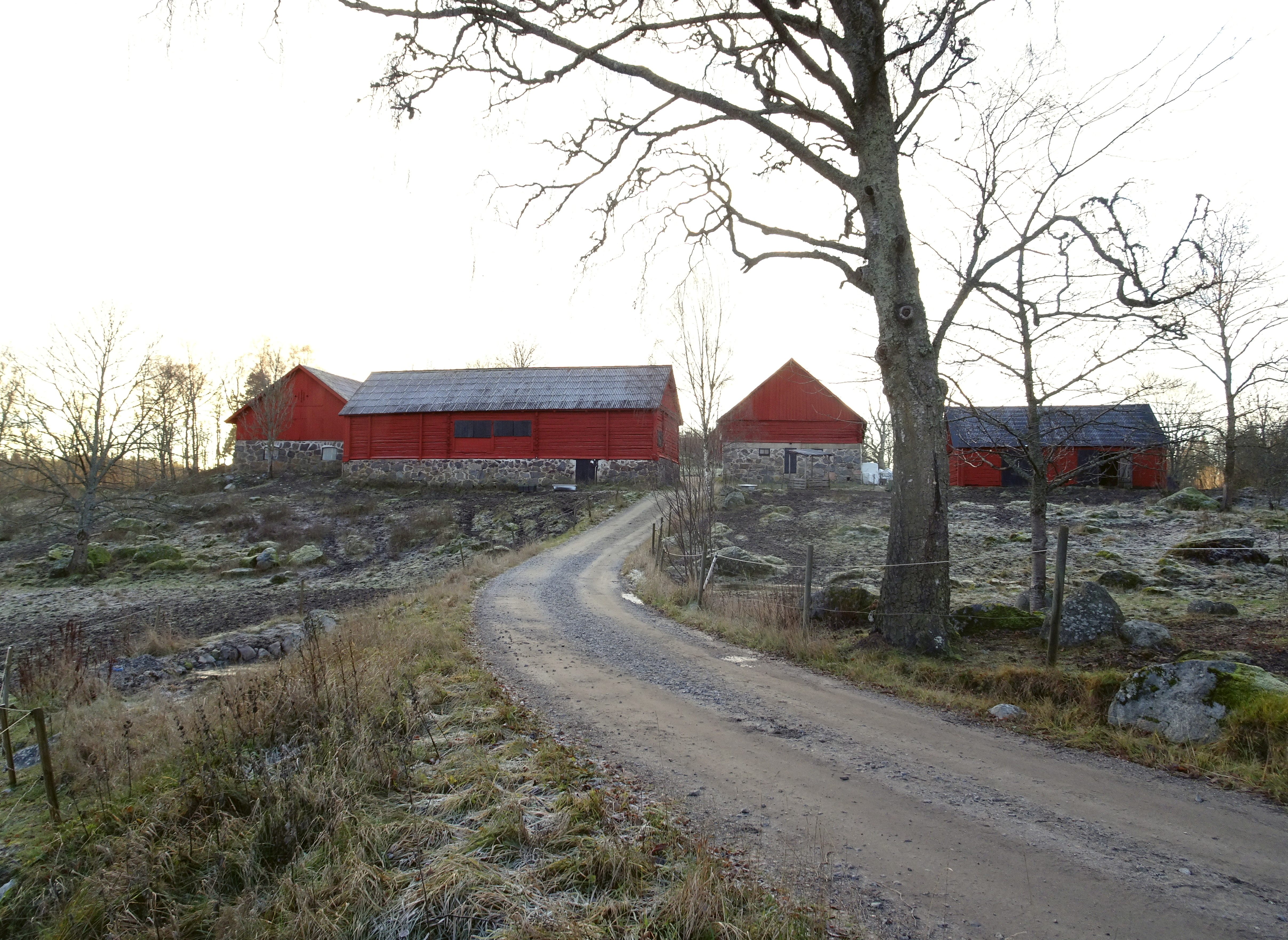
Uppfart till gården.
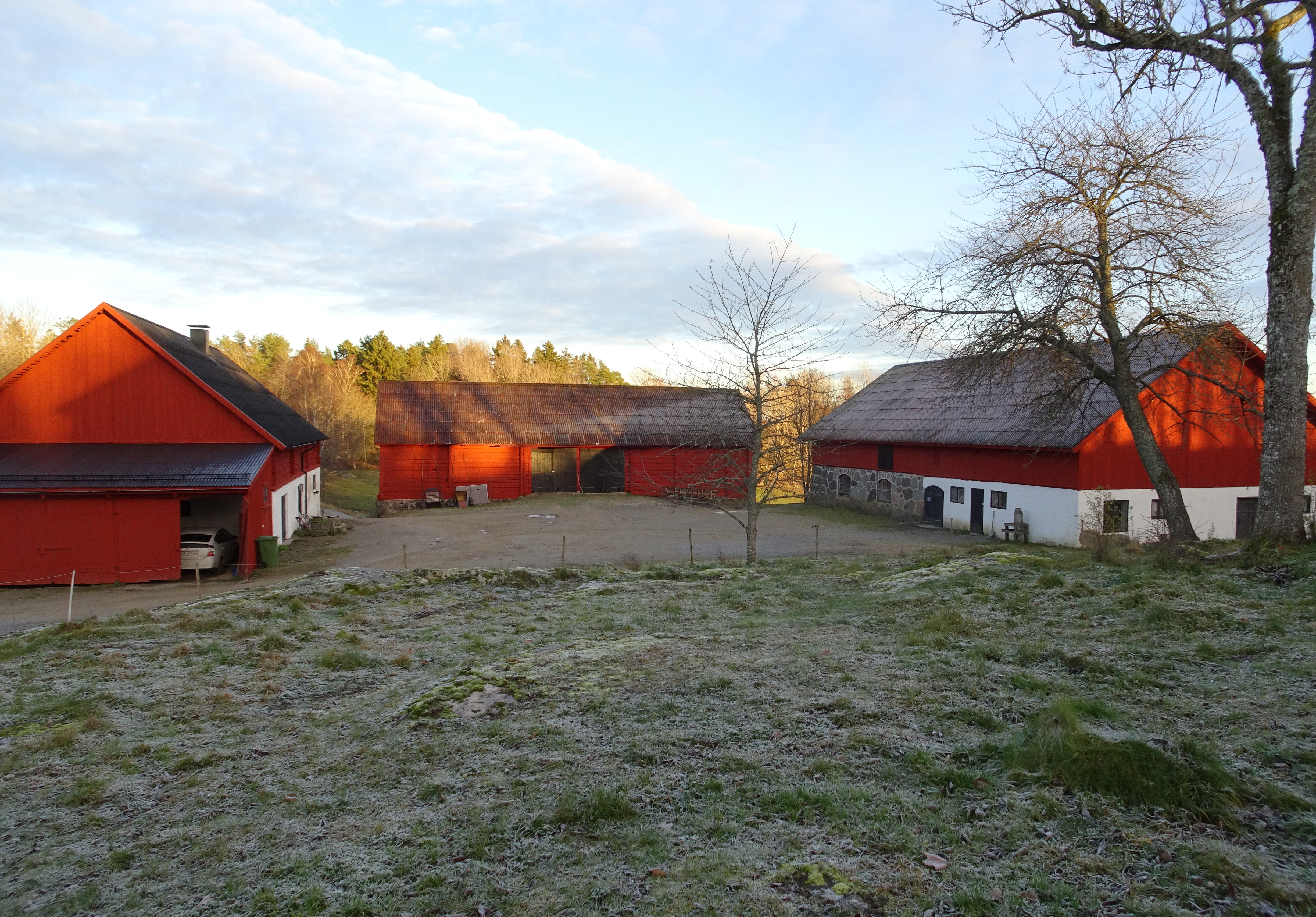
Gårdens ekonomibyggnader.
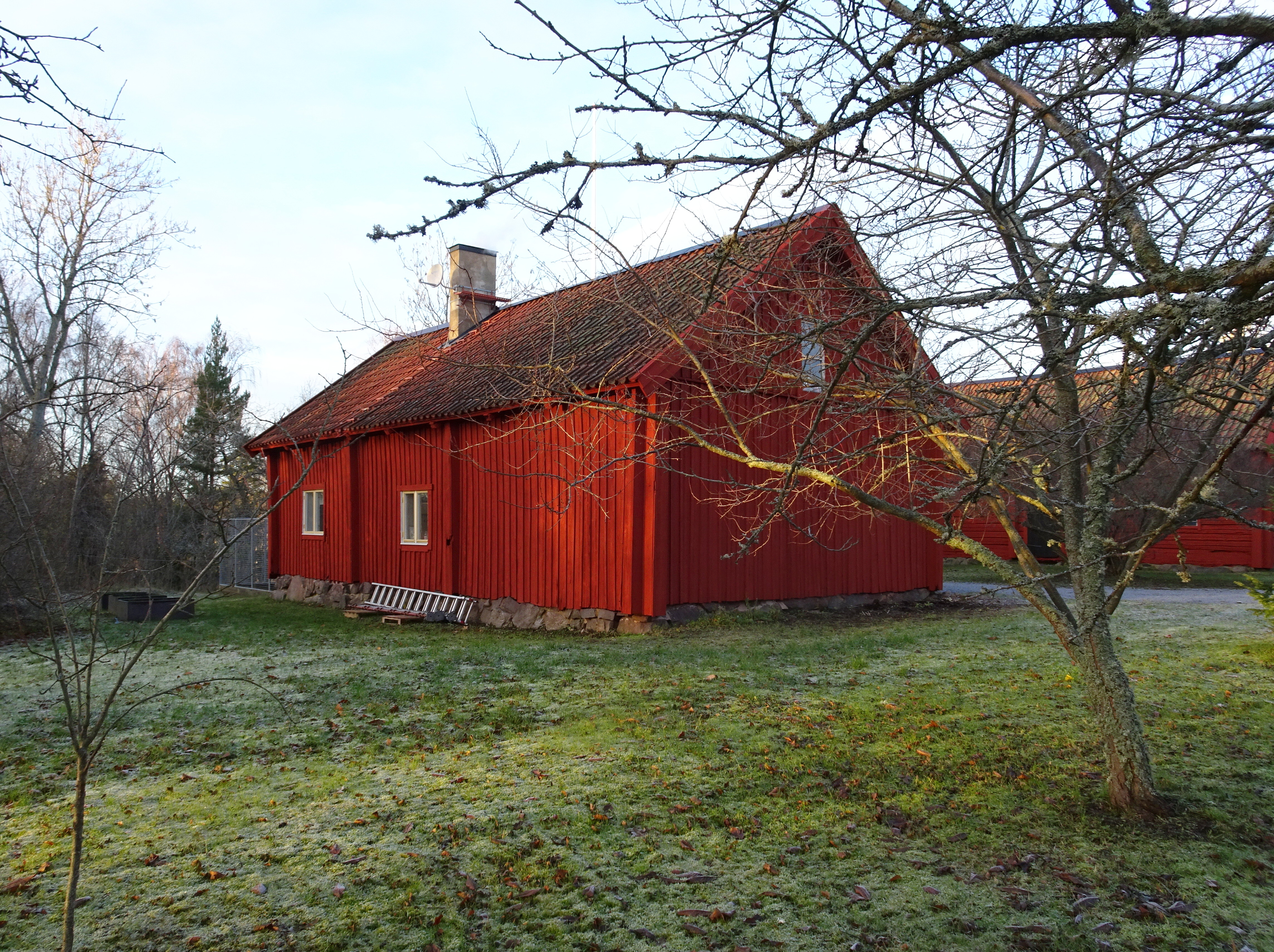
Magasinsbyggnaden.
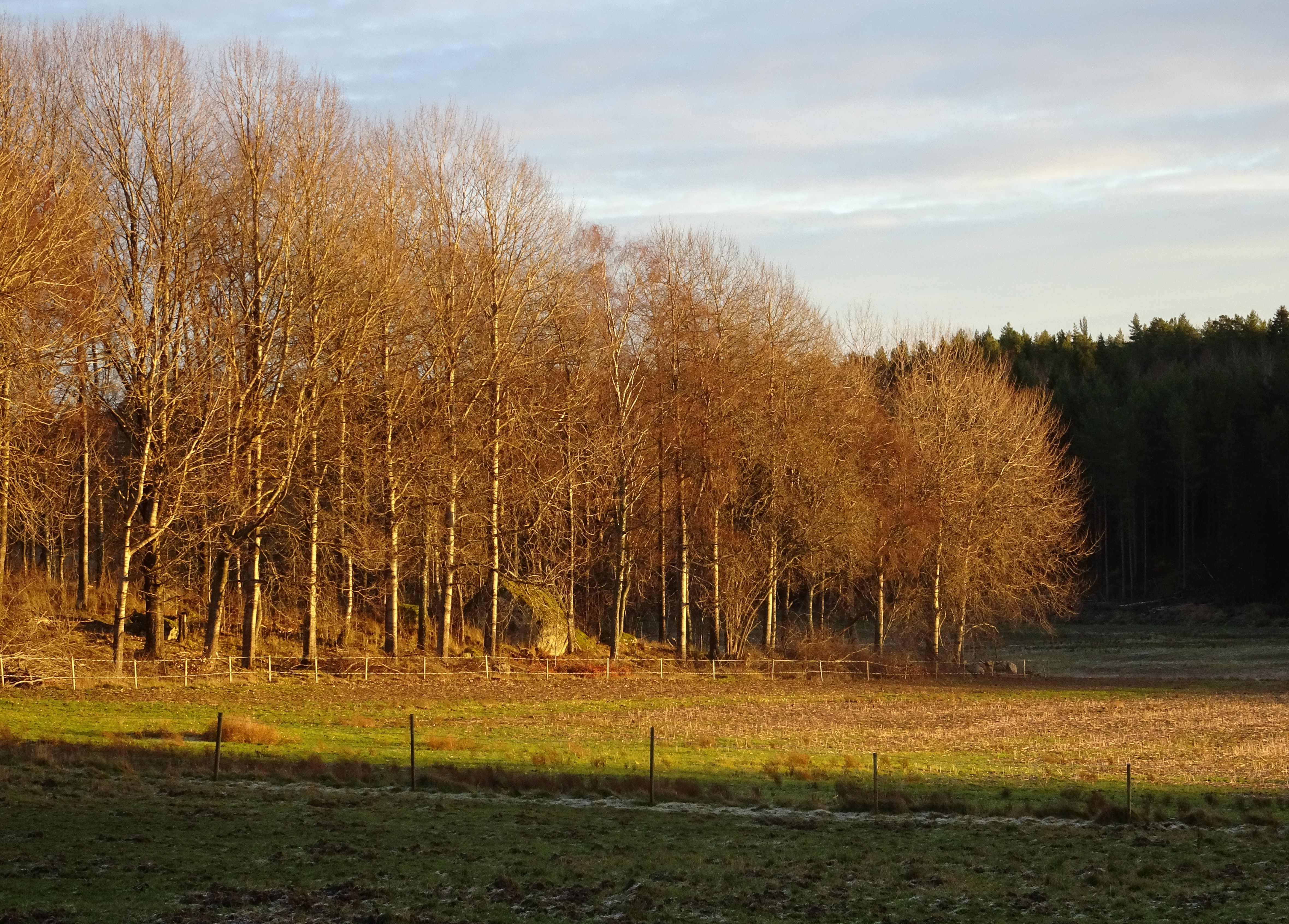
Kulturlandskapet öster om gården.

### Webbkällor
- Beskrifning öfver Stockholms län (1850).
- Historiskt-geografiskt och statistiskt lexikon öfver Sverige / Femte Bandet. M-R / (1859-1870).
- Ortnamnsregistret: Ristomta.
- Ristomta gård, officiell webbplats
- Ristomta i Carl Martin Rosenberg: Geografiskt-statistiskt handlexikon öfver Sverige, Stockholm 1882-1883.